# 礼部侍郎
礼部侍郎，中國古代官名，六部中礼部的副長官，雅稱禮侍、小宗伯、儀曹貳卿、貳宗伯、貳春官。

## 沿革
此职在隋朝時，礼部下属禮部司（另有祠部司、主客司、膳部司三司）的主管，掌嘉礼、军礼及管理学务、科举考试事。唐朝禮部司的主管改为礼部郎中，禮部侍郎成为礼部的副官。唐高宗时一度改称司礼少常伯，至後代仍為常職。明朝设左右二人，清代设满左侍郎、满右侍郎、汉左侍郎、汉右侍郎，共四人。

## 禮部侍郎名人

### 唐朝
高祖
韦义节
太宗
李百药
令狐德棻
颜相时
高宗
令狐德棻
成威
孔志约
辛良
孙茂道
郝处俊
高智周
裴宣机
辛郁
李怀俨
魏叔璘
武后
史节
贾大隐
孔惠元
牛凤及
陆元方
孟诜
李怀远
崔神庆
张敬之
韦叔夏
张昌宗
中宗
孔若思
严善思
崔挹
徐坚
睿宗
李景伯
韦抗
崔泰之
玄宗
张廷珪
马怀素
崔沔
王丘
刘令植
崔璩
韓休
郑温琦
贺知章
贾曾
张均
宋遥
姚奕
崔翘
韦陟
达奚珣
李岩
李暐
李麟
蒋洌
阳浚
肃宗
裴士淹
薛邕
崔涣
李希言
李揆
姚子彦
代宗
萧昕
杨绾
贾至
薛邕
张延赏
刘单
张谓
蒋涣
常衮
潘炎
德宗
令狐峘
于邵
赵赞
李纾
鲍防
包佶
薛播
萧昕
刘太真
张濛
杜黄裳
陆贽
顾少连
吕渭
高郢
权德舆
顺宗
权德舆
宪宗
崔邠
卫次公
张弘靖
崔枢
于允躬
许孟容
韦贯之
崔群
李逢吉
王播
李程
庾承宣
李建
穆宗
李建
钱徽
武儒衡
王起
李宗闵
敬宗
李宗闵
杨嗣复
崔郾
文宗
崔郾
郑澣
贾餗
李汉
崔郸
李训
高锴
崔蠡
李景让
武宗
李景让
柳璟
王起
陈商
宣宗
陈商
魏扶
封敖
李褒
裴休
韦悫
崔玙
崔瑶
郑薰
沈询
郑颢
杜审权
李潘
懿宗
裴坦
薛耽
郑从谠
萧仿
王铎
李蔚
赵骘
郑愚
刘允章
王凝
郑颀
高湜
崔瑾
郑薰
僖宗
裴瓒
崔沆
高湘
崔澹
张读
崔厚
卢渥
韦昭度
归仁绍
夏侯潭
薛某
归仁泽
郑损
郑延昌
柳沘
昭宗
柳沘
赵崇
裴贽
蒋泳
杨涉
李择
郑綮
崔凝
独孤损
薛昭纬
赵光逢
李渥
杜德祥
昭宣帝
杨涉
张文蔚
薛廷珪
于兢

### 宋朝
- 窦仪

### 清朝
- 孙之獬
- 徐乾學
- 王文韶
- 紀昀